# Ligne Songshan-Xindian
 (décembre 2021).
Si vous disposez d'ouvrages ou d'articles de référence ou si vous connaissez des sites web de qualité traitant du thème abordé ici, merci de compléter l'article en donnant les références utiles à sa vérifiabilité et en les liant à la section « Notes et références ».
La Ligne Songshan-Xindian (chinois : 松山新店線, anglais : Songshan-Xindian line) ou Ligne Verte (code G) est une ligne de métro à Taipei opérée par Taipei metro, nommée d’après les districts qu’elle connecte : Songshan et Xindian. Une partie de la ligne est enfouie sous Roosevelt Road, suivant la route de l’ancienne ligne de chemin de fer de Xindian fermé en 1965.

## Histoire
La construction de la ligne débute en janvier 1991. Elle entre en service le 11 novembre 1999, les trains empruntant une partie de la ligne Tamsui jusqu’à Tamsui Station. Le 29 septembre 2004, la branche Xiaobitan entre en service. Le 19 août 2006 débute la construction de la section Songshan-Ximen. À l’origine, l’inauguration est prévue pour 2013. En même temps que le métro sont implantés des conduites d’eau, de gaz et des câbles. Environ 200 maisons sont démolies ou déplacées lors des travaux. C’est finalement le 15 novembre 2014 que la ligne prend sa configuration actuelle avec des métros faisant le trajet entre Songshan station et Xindian station.

## Stations
| Code | Nom anglais                   | Nom chinois | Districts           | Temps de trajet entre les stations | Temps d'arrêt à la station | Date d'ouverture | Notes                                                                                         |
| ---- | ----------------------------- | ----------- | ------------------- | ---------------------------------- | -------------------------- | ---------------- | --------------------------------------------------------------------------------------------- |
| G01  | Xindian                       | 新店        | Xindian             | n/a                                | n/a                        | 11/11/1999       |                                                                                               |
| G02  | Xindian District Office       | 新店區公所  | Xindian             | 111                                | 22                         | 11/11/1999       |                                                                                               |
| G03  | Qizhang                       | 七張        | Xindian             | 78                                 | 25                         | 11/11/1999       | Correspondance pour la branche Xiaobitan                                                      |
| G03A | Xiaobitan                     | 小碧潭      | Xindian             | 203                                | n/a                        | 11/11/1999       | Station d'une branche de la ligne                                                             |
| G04  | Dapinglin                     | 大坪林      | Xindian             | 75                                 | 25                         | 11/11/1999       | Correspondance prévue avec la future Ligne Circulaire                                         |
| G05  | Jingmei                       | 景美        | Wenshan             | 89                                 | 25                         | 11/11/1999       |                                                                                               |
| G06  | Wanlong                       | 萬隆        | Wenshan             | 87                                 | 25                         | 11/11/1999       |                                                                                               |
| G07  | Gongguan                      | 公館        | Zhongzheng, Daan    | 119                                | 25                         | 11/11/1999       |                                                                                               |
| G08  | Taipower Building             | 台電大樓    | Zhongzheng, Daan    | 67                                 | 25                         | 11/11/1999       | Terminus pour certains trains                                                                 |
| G09  | Guting                        | 古亭        | Zhongzheng          | 88                                 | 25                         | 11/11/1999       | Correspondance pour la ligne Zhonghe-Xinlu                                                    |
| G10  | Chiang Kai-shek Memorial Hall | 中正紀念堂  | Zhongzheng          | 83                                 | 25                         | 11/11/1999       | Correspondance pour la ligne Tamsui-Xinyi ; terminus prévu pour la ligne Wanda-Zhonghe-Shulin |
| G11  | Xiaonanmen                    | 小南門      | Zhongzheng          | 75                                 | 25                         | 31/08/2000       |                                                                                               |
| G12  | Ximen                         | 西門        | Wanhua, Zhongzheng  | 81                                 | 35                         | 15/11/2014       | Correspondance pour la ligne Bannan                                                           |
| G13  | Beimen                        | 北門        | Datong              | 75                                 | 30                         | 15/11/2014       | Correspondance pour la ligne d'Aéroport de Taoyuan                                            |
| G14  | Zhongshan                     | 中山        | Zhongshan, Datong   | 114                                | 35                         | 15/11/2014       | Correspondance pour la ligne Tamsui-Xinyi                                                     |
| G15  | Songjiang Nanjing             | 松江南京    | Zhongshan           | 106                                | 35                         | 15/11/2014       | Correspondance pour la ligne Zhonghe-Xinlu                                                    |
| G16  | Nanjing Fuxing                | 南京復興    | Songshan, Zhongshan | 92                                 | 35                         | 15/11/2014       | Correspondance pour la ligne Wenhu                                                            |
| G17  | Taipei Arena                  | 臺北小巨蛋  | Songshan            | 84                                 | 30                         | 15/11/2014       |                                                                                               |
| G18  | Nanjing Sanmin                | 南京三民    | Songshan            | 102                                | 30                         | 15/11/2014       |                                                                                               |
| G19  | Songshan                      | 松山        | Songshan            | 138                                | n/a                        | 15/11/2014       | Correspondance pour TRA                                                                       |